# Championnats d'Europe d'athlétisme en salle 1970
Navigation
Les 1ers Championnats d'Europe d'athlétisme en salle se sont déroulés les 14 et 15 mars 1970 à la Ferry-Dusika-Halle de Vienne, en Autriche. 22 épreuves figurent au programme (13 masculines et 9 féminines). Ces championnats remplacent les Jeux européens en salle disputés de 1966 à 1969.

## Podiums

### Hommes
| Épreuves         | Or                                                                                              | Argent                                                                                | Bronze                                                                                                |
| 60 m             | Valeriy Borzov 6 s 6                                                                            | Zenon Nowosz 6 s 7                                                                    | Jarkko Tapola 6 s 7                                                                                   |
| 400 m            | Aleksandr Bratchikov 46 s 8                                                                     | Andrzej Badeński 46 s 9                                                               | Yuriy Zorin 48 s 4                                                                                    |
| 800 m            | Yevhen Arzhanov 1 min 51 s 0                                                                    | Juan Borraz 1 min 51 s 9                                                              | Jože Medjimurec 1 min 51 s 9                                                                          |
| 1 500 m          | Henryk Szordykowski 3 min 48 s 8                                                                | Frank Murphy 3 min 49 s 0                                                             | Vladimir Panteley 3 min 49 s 8                                                                        |
| 3 000 m          | Ricky Wilde 7 min 46 s 85                                                                       | Harald Norpoth 7 min 49 s 50                                                          | Javier Álvarez 7 min 52 s 45                                                                          |
| 60 m haies       | Günther Nickel 7 s 8                                                                            | Frank Siebeck 7 s 8                                                                   | Guy Drut 7 s 8                                                                                        |
| Relais 4 × 400 m | Union soviétique Yevgeniy Borisenko Yuriy Zorin Boris Savchuk Aleksandr Bratchikov 3 min 05 s 9 | Pologne Jan Werner Stanisław Grędziński Jan Balachowski Andrzej Badeński 3 min 07 s 5 | Allemagne de l'Ouest Dieter Hübner Karl-Hermann Tofaute Ulrich Strohhäcker Helmar Müller 3 min 10 s 7 |
| Relais medley    | Union soviétique 6 min 18 s 0                                                                   | Pologne 6 min 18 s 8                                                                  | Allemagne de l'Est 6 min 19 s 6                                                                       |
| Saut en hauteur  | Valentin Gavrilov 2,20 m                                                                        | Gerd Dührkop 2,17 m                                                                   | Șerban Ioan 2,17 m                                                                                    |
| Saut à la perche | François Tracanelli 5,30 m                                                                      | Kjell Isaksson 5,25 m                                                                 | Wolfgang Nordwig 5,20 m                                                                               |
| Saut en longueur | Tõnu Lepik 8,05 m                                                                               | Klaus Beer 7,99 m                                                                     | Rafael Blanquer 7,92 m                                                                                |
| Triple saut      | Viktor Saneïev 16,95 m                                                                          | Jörg Drehmel 16,74 m                                                                  | Şerban Ciochină 16,47 m                                                                               |
| Lancer du poids  | Hartmut Briesenick 20,22 m                                                                      | Heinz-Joachim Rothenburg 19,70 m                                                      | Pierre Colnard 18,96 m                                                                                |

### Femmes
| Épreuves         | Or | Argent                                                                                                  | Bronze                                                                                                |
| 60 m             | Renate Meissner 7 s 4                                                                                  | Sylviane Telliez 7 s 5                                                                                  | Wilma van den Berg 7 s 5                                                                              |
| 400 m            | Marilyn Neufville 53 s 01                                                                              | Christel Frese 53 s 13                                                                                  | Colette Besson 53 s 63                                                                                |
| 800 m            | Maria Sykora 2 min 07 s 0                                                                              | Lyudmila Bragina 2 min 07 s 5                                                                           | Zofia Kołakowska 2 min 07 s 6                                                                         |
| 60 mètres haies  | Karin Balzer 8 s 2                                                                                     | Liya Khitrina 8 s 2                                                                                     | Teresa Sukniewicz 8 s 5                                                                               |
| Relais 4 × 200 m | Union soviétique Nadezhda Besfamilnaya Vera Popkova Galina Bukharina Lyudmila Samotyosova 1 min 35 s 7 | Allemagne de l'Ouest Elfgard Schittenhelm Annelie Wilden Marianne Bollig Annegret Kroniger 1 min 37 s 6 | Autriche Maria Sykora Brigitte Ortner Christa Kepplinger Hanni Burger 1 min 40 s 8                    |
| Relais medley    | France Sylviane Telliez Mireille Testanière Colette Besson Nicole Duclos 4 min 58 s 4                  | Allemagne de l'Ouest Elfgard Schittenhelm Heidi Gerhard Christa Merten Jutta Haase 5 min 01 s 1         | Union soviétique Lyudmila Golomazova Olga Klein Nadezhda Kolesnikova Svetlana Moshchenok 5 min 02 s 2 |
| Saut en hauteur  | Ilona Gusenbauer 1,88 m                                                                                | Cornelia Popescu 1,82 m                                                                                 | Rita Schmidt 1,82 m                                                                                   |
| Saut en longueur | Viorica Viscopoleanu 6,56 m                                                                            | Heide Rosendahl 6,55 m                                                                                  | Mirosława Sarna 6,54 m                                                                                |
| Lancer du poids  | Nadezhda Chizhova 18,80 m                                                                              | Hannelore Friedel 18,39 m                                                                               | Marita Lange 18,09 m                                                                                  |

## Tableau des médailles
- Pays organisateur (Autriche)

| Rang  | Nation               | Or | Argent | Bronze | Total |
| ----- | -------------------- | -- | ------ | ------ | ----- |
| 1     | Union soviétique     | 10 | 2      | 3      | 15    |
| 2     | Allemagne de l'Est   | 3  | 6      | 3      | 12    |
| 3     | France               | 2  | 1      | 3      | 6     |
| 4     | Autriche             | 2  | 0      | 1      | 3     |
| 5     | Royaume-Uni          | 2  | 0      | 0      | 2     |
| 6     | Allemagne de l'Ouest | 1  | 5      | 2      | 8     |
| 7     | Pologne              | 1  | 4      | 3      | 8     |
| 8     | Roumanie             | 1  | 1      | 2      | 4     |
| 9     | Espagne              | 0  | 1      | 2      | 3     |
| 10    | Irlande              | 0  | 1      | 0      | 1     |
| 10    | Suède                | 0  | 1      | 0      | 1     |
| 12    | Pays-Bas             | 0  | 0      | 1      | 1     |
| 12    | Finlande             | 0  | 0      | 1      | 1     |
| 12    | Yougoslavie          | 0  | 0      | 1      | 1     |
| Total | Total                | 22 | 22     | 22     | 66    |

## Résultats détaillés

### 60 m
| Rang | Pays             | Athlète           | Temps |
| ---- | ---------------- | ----------------- | ----- |
| 1    | Union soviétique | Valeri Borzov     | 6 s 6 |
| 2    | Pologne          | Zenon Nowosz      | 6 s 7 |
| 3    | Finlande         | Jarkko Tapola     | 6 s 7 |
| 4    | France           | Alain Sarteur     | 6 s 7 |
| 5    | Espagne          | Juan Carlos Jones | 6 s 7 |
| 6    | France           | Philippe Guillet  | 6 s 8 |

| Rang | Pays                 | Athlète               | Temps |
| ---- | -------------------- | --------------------- | ----- |
| 1    | Allemagne de l'Est   | Renate Meissner       | 7 s 4 |
| 2    | France               | Sylviane Telliez      | 7 s 5 |
| 3    | Pays-Bas             | Wilma Vandenberg      | 7 s 5 |
| 4    | Union soviétique     | Nadezhda Besfamilnaya | 7 s 6 |
| 5    | Pologne              | Miroslawa Sarna       | 7 s 6 |
| 6    | Allemagne de l'Ouest | Annegret Irrgang      | 7 s 6 |

### 400 m
| Rang | Pays             | Athlète              | Temps  |
| ---- | ---------------- | -------------------- | ------ |
| 1    | Union soviétique | Aleksandr Bratchikov | 46 s 8 |
| 2    | Pologne          | Andrzej Badenski     | 46 s 9 |
| 3    | Union soviétique | Yuriy Zorin          | 48 s 4 |
|      | Pologne          | Jan Balachowski      | ab.    |

| Rang | Pays                 | Athlète                   | Temps  |
| ---- | -------------------- | ------------------------- | ------ |
| 1    | Royaume-Uni          | Marilyn Neufville         | 53 s 0 |
| 2    | Allemagne de l'Ouest | Christel Frese            | 53 s 1 |
| 3    | France               | Colette Besson            | 53 s 6 |
| 4    | Suède                | Karin Lundgren (Wallgren) | 53 s 8 |

### 800 m
| Rang | Pays                 | Athlète            | Performance  |
| ---- | -------------------- | ------------------ | ------------ |
| 1    | Union soviétique     | Yevhen Arzhanov    | 1 min 51 s 0 |
| 2    | Espagne              | Juan Borraz        | 1 min 51 s 9 |
| 3    | Yougoslavie          | Joze Medjimurec    | 1 min 51 s 9 |
| 4    | Allemagne de l'Ouest | Franz-Josef Kemper | 1 min 51 s 9 |
| 5    | Pologne              | Andrzej Kupczyk    | 1 min 52 s 0 |
| 6    | Royaume-Uni          | Colin Campbell     | 1 min 52 s 0 |
| 7    | Irlande              | Noel Carroll       | 1 min 52 s 1 |
| 8    | Union soviétique     | Sergey Kryuchek    | 1 min 54 s 0 |

| Rang | Pays                 | Athlète             | Temps        |
| ---- | -------------------- | ------------------- | ------------ |
| 1    | Autriche             | María Sykora        | 2 min 07 s 0 |
| 2    | Union soviétique     | Lyudmila Bragina    | 2 min 07 s 5 |
| 3    | Pologne              | Zofia Kolakowska    | 2 min 07 s 6 |
| 4    | Pays-Bas             | Ilja Keizer (Laman) | 2 min 07 s 7 |
| 5    | Union soviétique     | Lyudmila Safronova  | 2 min 07 s 9 |
| 6    | Bulgarie             | Svetla Zlateva      | 2 min 08 s 6 |
| 7    | Espagne              | María Coro Fuentes  | 2 min 08 s 6 |
| 8    | Allemagne de l'Ouest | Hildegard Janze     | 2 min 09 s 5 |

### 1 500 m
| Rang | Pays             | Athlète             | Performance  |
| ---- | ---------------- | ------------------- | ------------ |
| 1    | Pologne          | Henryk Szordykowski | 3 min 48 s 8 |
| 2    | Irlande          | Frank Murphy        | 3 min 49 s 0 |
| 3    | Union soviétique | Vladimir Panteley   | 3 min 49 s 8 |
| 4    | France           | Pierre Toussaint    | 3 min 50 s 2 |
| 5    | Suède            | Ulf Högberg         | 3 min 50 s 7 |
| 6    | Pologne          | Jerzy Maluski       | 3 min 53 s 7 |
| 7    | Belgique         | Edgar Salvé         | 3 min 54 s 5 |
| 8    | Norvège          | Knut Brustad        | 4 min 00 s 7 |

### 3 000 m
| Rang | Pays                 | Athlète             | Temps        |
| ---- | -------------------- | ------------------- | ------------ |
| 1    | Royaume-Uni          | Richard Wilde       | 7 min 47 s 0 |
| 2    | Allemagne de l'Ouest | Harald Norpoth      | 7 min 49 s 6 |
| 3    | Espagne              | Javier Álvarez (en) | 7 min 52 s 6 |
| 4    | Union soviétique     | Nikolay Sviridov    | 7 min 54 s 6 |
| 5    | Allemagne de l'Ouest | Werner Girke        | 7 min 56 s 0 |
| 6    | Belgique             | Emiel Puttemans     | 7 min 57 s 0 |
| 7    | Danemark             | Jorn Hansen         | 7 min 58 s 2 |
| 8    | Pologne              | Kazimierz Maranda   | 8 min 07 s 2 |

### 60 m haies
| Rang | Pays                 | Athlète         | Temps |
| ---- | -------------------- | --------------- | ----- |
| 1    | Allemagne de l'Ouest | Günther Nickel  | 7 s 8 |
| 2    | Allemagne de l'Est   | Frank Siebeck   | 7 s 8 |
| 3    | France               | Guy Drut        | 7 s 8 |
| 4    | Allemagne de l'Ouest | Werner Trzmiel  | 7 s 9 |
| 5    | Allemagne de l'Est   | Raimund Bethge  | 7 s 9 |
| 6    | Union soviétique     | Aleksandr Demus | 8 s 0 |

| Rang | Pays               | Athlète              | Temps |
| ---- | ------------------ | -------------------- | ----- |
| 1    | Allemagne de l'Est | Karin Balzer         | 8 s 2 |
| 2    | Union soviétique   | Lia Khitrina         | 8 s 2 |
| 3    | Pologne            | Teresa Sukniewicz    | 8 s 5 |
| 4    | Pologne            | Teresa Nowak         | 8 s 5 |
| 5    | Pays-Bas           | Mieke Sterk          | 8 s 6 |
| 6    | Bulgarie           | Ivanka Koshnicharska | 8 s 8 |

### Saut en hauteur
| Rang | Pays                 | Athlète              | Performance |
| ---- | -------------------- | -------------------- | ----------- |
| 1    | Union soviétique     | Valentin Gavrilov    | 2,20 m      |
| 2    | Allemagne de l'Est   | Gerd Dührkop         | 2,17 m      |
| 3    | Roumanie             | Serban Ioan          | 2,17 m      |
| 4    | Union soviétique     | Sergey Mospanov      | 2,14 m      |
| 5    | Espagne              | Luis María Garriga   | 2,14 m      |
| 6    | Union soviétique     | Valeriy Skvortsov    | 2,14 m      |
| 7    | Pologne              | Wojciech Golebiowski | 2,11 m      |
| 8    | Allemagne de l'Ouest | Thomas Zacharias     | 2,11 m      |

| Rang | Pays               | Athlète           | Performance |
| ---- | ------------------ | ----------------- | ----------- |
| 1    | Autriche           | Ilona Gusenbauer  | 1,88 m      |
| 2    | Roumanie           | Cornelia Popescu  | 1,82 m      |
| 3    | Allemagne de l'Est | Rita Schmidt      | 1,82 m      |
| 4    | Bulgarie           | Yordanka Blagoeva | 1,82 m      |
| 5    | Yougoslavie        | Snezana Hrepevnik | 1,76 m      |
| 6    | Pologne            | Danuta Berezowska | 1,76 m      |
| 7    | Hongrie            | Magdolna Komka    | 1,73 m      |
| 8    | Union soviétique   | Nina Bryntseva    | 1,73 m      |

### Saut en longueur
| Rang | Pays                 | Athlète             | Performance |
| ---- | -------------------- | ------------------- | ----------- |
| 1    | Union soviétique     | Tonu Lepik          | 8,05 m      |
| 2    | Allemagne de l'Est   | Klaus Beer          | 7,99 m      |
| 3    | Espagne              | Rafael Blanquer     | 7,92 m      |
| 4    | Allemagne de l'Ouest | Hermann Latzel      | 7,91 m      |
| 5    | Union soviétique     | Igor Ter-Ovanessian | 7,89 m      |
| 6    | Hongrie              | Henrik Kalocsai     | 7,73 m      |
| 7    | Roumanie             | Vasile Sarucan      | 7,69 m      |
| 8    | Union soviétique     | Leonid Barkovskiy   | 7,68 m      |

| Rang | Pays                 | Athlète              | Performance |
| ---- | -------------------- | -------------------- | ----------- |
| 1    | Roumanie             | Viorica Viscopoleanu | 6,56 m      |
| 2    | Allemagne de l'Ouest | Heide Rosendahl      | 6,55 m      |
| 3    | Pologne              | Miroslawa Sarna      | 6,54 m      |
| 4    | Allemagne de l'Est   | Burghild Wieczorek   | 6,53 m      |
| 5    | Union soviétique     | Tatyana Bychkova     | 6,38 m      |
| 6    | Suisse               | Meta Antenen         | 6,36 m      |
| 7    | Tchécoslovaquie      | María Devinská       | 6,36 m      |
| 8    | Royaume-Uni          | Ann Wilson           | 6,33 m      |

### Triple saut
| Rang | Pays                 | Athlète          | Performance |
| ---- | -------------------- | ---------------- | ----------- |
| 1    | Union soviétique     | Viktor Saneïev   | 16,95 m     |
| 2    | Allemagne de l'Est   | Jörg Drehmel     | 16,74 m     |
| 3    | Roumanie             | Serban Ciochina  | 16,47 m     |
| 4    | Allemagne de l'Ouest | Michael Sauer    | 16,39 m     |
| 5    | Hongrie              | Zoltán Cziffra   | 16,35 m     |
| 6    | Roumanie             | Carol Corbu      | 16,35 m     |
| 7    | Italie               | Giuseppe Gentile | 16,12 m     |
| 8    | France               | Serge Firca      | 16,01 m     |

### Saut à la perche
| Rang | Pays                 | Athlète               | Performance |
| ---- | -------------------- | --------------------- | ----------- |
| 1    | France               | François Tracanelli   | 5,30 m      |
| 2    | Suède                | Kjell Isaksson        | 5,25 m      |
| 3    | Allemagne de l'Est   | Wolfgang Nordwig      | 5,20 m      |
| 4    | Grèce                | Chrístos Papanikoláou | 5,00 m      |
| 5    | Allemagne de l'Ouest | Heinfried Engel       | 5,00 m      |
| 6    | Union soviétique     | Gennadiy Bliznetsov   | 5,00 m      |
| 7    | Royaume-Uni          | Michael Bull          | 5,00 m      |
| 8    | Pologne              | Tadeusz Olszewski     | 4,90 m      |

### Lancer du poids
| Rang | Pays               | Athlète                  | Performance |
| ---- | ------------------ | ------------------------ | ----------- |
| 1    | Allemagne de l'Est | Hartmut Briesenick       | 20,22 m     |
| 2    | Allemagne de l'Est | Heinz-Joachim Rothenburg | 19,70 m     |
| 3    | France             | Pierre Colnard           | 18,96 m     |
| 4    | France             | Yves Brouzet             | 18,87 m     |
| 5    | Union soviétique   | Eduard Gushchin          | 18,39 m     |
| 6    | Suède              | Thord Carlsson           | 18,33 m     |
| 7    | Yougoslavie        | Ivan Ivancic             | 18,15 m     |
| 8    | France             | Arnjolt Beer             | 18,03 m     |

| Rang | Pays                 | Athlète           | Performance |
| ---- | -------------------- | ----------------- | ----------- |
| 1    | Union soviétique     | Nadezhda Chizhova | 18,60 m     |
| 2    | Allemagne de l'Est   | Hannelore Friedel | 18,39 m     |
| 3    | Allemagne de l'Est   | Marita Lange      | 18,09 m     |
| 4    | Union soviétique     | Irina Solontsova  | 17,99 m     |
| 5    | Bulgarie             | Ivanka Hristova   | 17,58 m     |
| 6    | Union soviétique     | Antonina Ivanova  | 17,54 m     |
| 7    | Allemagne de l'Ouest | Marlene Fuchs     | 16,71 m     |
| 8    | Royaume-Uni          | Mary Peters       | 15,70 m     |

### Relais
| Rang | Pays                 | Athlètes                                                              | Performance  |
| ---- | -------------------- | --------------------------------------------------------------------- | ------------ |
| 1    | Union soviétique     | Yevgeniy Borisenko Yuriy Zorin Boris Savchuk Alexander Bratchikov     | 3 min 05 s 9 |
| 2    | Pologne              | Jan Werner Stanisław Grędziński Jan Balachowski Andrzej Badeński      | 3 min 07 s 5 |
| 3    | Allemagne de l'Ouest | Dieter Hubner Karl-Hermann Tofaute Ulrich Strohhacker Helmar Müller   | 3 min 10 s 7 |
| 4    | Autriche             | Ekkehard Kolodziejczak Christian Artaker Robert Kropiunik Alfred Wolf | 3 min 21 s 6 |

| Rang | Pays                 | Athlètes                                                                 | Performance  |
| ---- | -------------------- | ------------------------------------------------------------------------ | ------------ |
| 1    | Union soviétique     | Nadezhda Besfamilnaya Vera Popkova Galina Bukharina Lyudmila Samotyosova | 1 min 35 s 7 |
| 2    | Allemagne de l'Ouest | Elfgard Schittenhelm Annelie Wilden Marianne Bolling Annegret Kroniger   | 1 min 37 s 6 |
| 3    | Autriche             | María Sykora Brigitte Ortner Christa Kepplinger Hanni Burger             | 1 min 40 s 8 |

| Rang | Pays                 | Athlètes                                                           | Performance  |
| ---- | -------------------- | ------------------------------------------------------------------ | ------------ |
| 1    | Union soviétique     | Alexander Konnikov Sergey Kryuchek Vladimir Kolesnikov Ivan Ivanov | 6 min 18 s 0 |
| 2    | Pologne              | Edmund Borowski Stanislaw Waskiewicz Kazimierz Wardak Eryk Zelazny | 6 min 18 s 8 |
| 3    | Allemagne de l'Ouest | Horst Hasslinger Lothar Hirsch Manfred Henne Ingo Sensburg         | 6 min 19 s 6 |
| 4    | France               | Christian Nicolau Gilles Bertould Guy Taillard Gérard Colin        | 6 min 20 s 2 |

| Rang | Pays                 | Athlètes                                                                | Performance  |
| ---- | -------------------- | ----------------------------------------------------------------------- | ------------ |
| 1    | France               | Sylviane Telliez Mireille Testanière Colette Besson Nicole Duclos       | 4 min 58 s 4 |
| 2    | Allemagne de l'Ouest | Elfgard Schittenhelm Heidi Gerhard Christa Merten Jutta Haase           | 5 min 01 s 1 |
| 3    | Union soviétique     | Lyudmila Golomazova Olga Klein Nadeshda Kolesnikova Svetlana Moshchenok | 5 min 02 s 2 |
| 4    | Autriche             | Brigitte Ortner María Sykora Sissy Brandnegger Monika Bouchal           | 5 min 20 s 8 |

## Légende
- RE : Record d'Europe
- RC : Record des Championnats
- RN : Record national
- disq. : disqualification
- ab. : abandon